# La Lécherette
La Lécherette est une localité de montagne située dans le Pays-d'Enhaut sur la commune de Château-d'Œx, dans le canton de Vaud en Suisse. Avec Les Mosses elle forme la station de sports d'hiver Les Mosses - La Lécherette.

## Transport
Le village est desservi par la route principale 11 parcourue ici par la ligne de CarPostal 174 Château-d'Œx - Col des Mosses.